# Tuilaepa Aiono Sailele Malielegaoi
Tuilaepa Aiono Sailele Malielegaoi (Lepa, 1945. április 14.) szamoai politikus, 1998-2021-ig az ország miniszterelnöke. A szamoai kormánypárt,  az Emberi Jogok Védelmezője Párt vezetője, a leghosszabb ideig hivatalban lévő kormányfő a szamoai történelemben. Politikai pályafutása során először 1981-ben került be a parlamentbe az upolui Lepa választókerületből. Miniszterelnök-helyettesként, majd pénzügyminiszterként vett részt a Tofilau-kormány működésében. Pártja elvesztette a 2021-es választásokat, de Tuilaepa nem volt hajlandó elhagyni miniszterelnöki széket, így alkotmányos válság alakult ki az országban. Az ügyben a szamoai fellebbviteli bíróság döntött, amelynek eredményeként távoznia kellett és helyét a győztes Naomi Mata'afa vette át.

## Fiatalkora
Tuilaepa egy apró délkelet-szamoai faluban, Lepában született 1945-ben. Tanulmányait az Apia melletti Lotopában, majd az aucklandi St Paul's College-ban végezte. Az Aucklandi Egyetemen szerzett mesterfokozatot kereskedelemből, az első szamoaiként a világon. A Európai Gazdasági Közösség helyi irodájának dolgozott képviselővé választása előtt. A 2009-es szamoai cunami során két hozzátartozóját veszítette el és szülőfaluját is porig rombolta a katasztrófa. Felesége Gillian Meredith, 8 gyermekük született.

## Politikai pályafutása

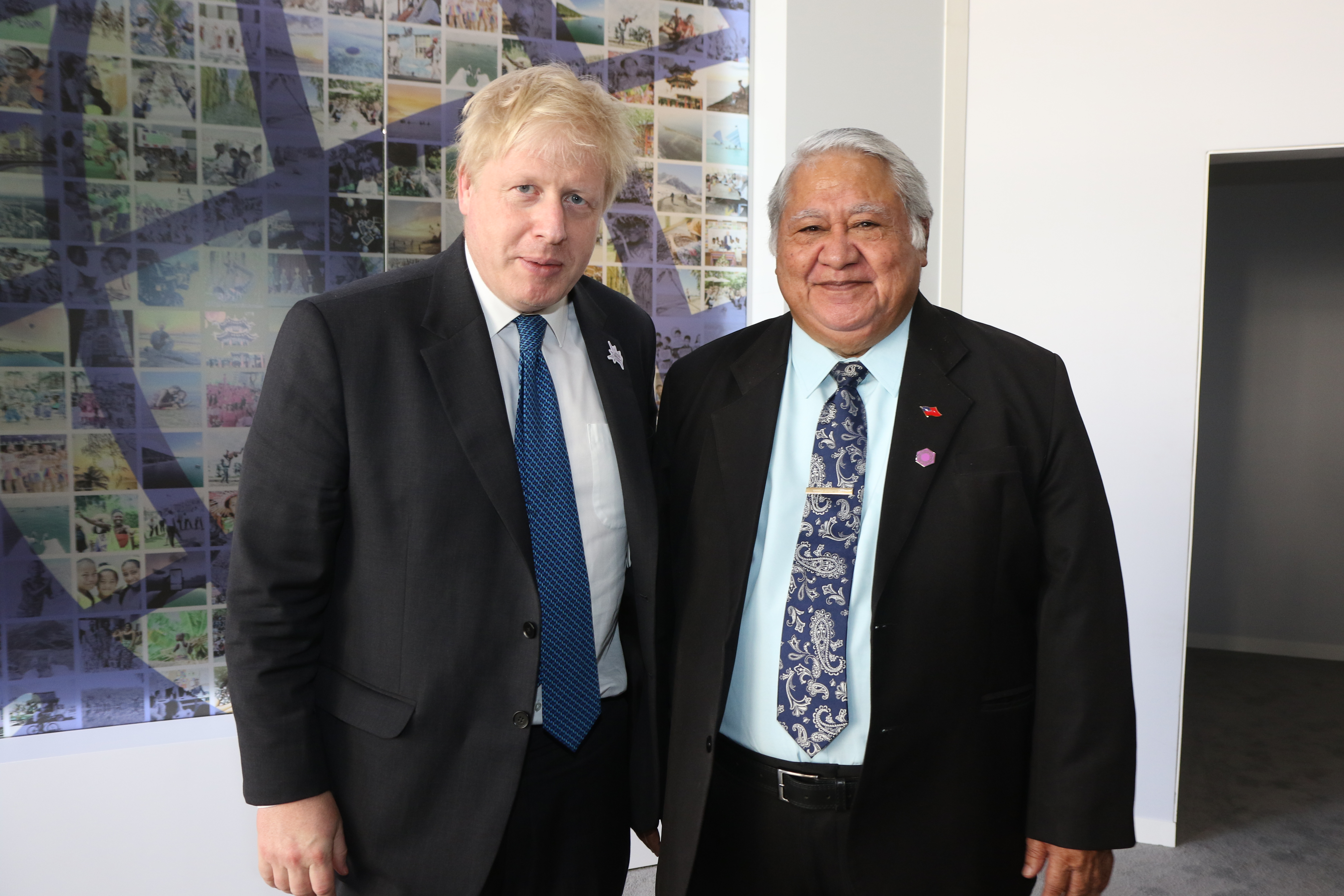
Tuilaepa és Boris Johnson a 2018-as Nemzetközösségi találkozón

Tuilaepa először 1980-ban szerzett parlamenti mandátumot szülőfaluja körzetében, az előző képviselő halála miatt kiírt időközi választásokon, csatlakozott a Va'ai Kolone által vezettEmberi Jogok Védelmezője Párt parlamenti frakciójához. 1980 óta minden választáson megválasztották a körzet lakosai. Tofilau Eti Alesana kormányában a miniszterelnök-helyettesi pozíciót töltötte be, majd a pénzügyminiszteri posztot kapta meg. Miután Tofilau rossz egészségügyi állapota miatt visszavonult a politikából, Tuilapea lett a párt vezetője és az ország miniszterelnöke is. Formációja, a Emberi Jogok Védelmezője Párt élén megnyerte a 2001-es, 2006-os, 2011-es és a 2016-os parlamenti választásokat is. A 2016-os voksoláson 57,3%-ot szerzett pártja és a westminsteri mintájú szamoai politikai rendszer területi alapú torzítása miatt szupertöbbséggel kormányozhatott.

### 2021-es választások
A 2021-ben tartott választásokon ugyan több szavazatot kapott, mint ellenfele, de a parlamenti helyek többségét az ellenzéki Mata'afa szerezte meg.

## Politikája kormányfőként

### Kapcsolatok Fidzsivel
Miniszterelnöksége alatt az ország nemzetközi kapcsolatai megromlottak a Fidzsi-szigetekkel, mivel Tuilaepa számos kritikával illette a Frank Bainimarama vezette fidzsi kormányzatot antidemokratikus jellege miatt. Bainimarama 2006-ban puccsal került hatalomra a volt brit gyarmaton és csak kis mértékben vesz részt a regionális nemzetközi politikában. Az elhúzódó diplomáciai konfliktusban idővel enyhült.

### Klímaváltozás
Tuilapea a klímaváltozás elleni harc elkötelezett támogatója, a csendes óceáni népek szempontjából kulcsfontosságúnak tartja a tengerszint-emelkedés és a természeti katasztrófák, valamint az élővilág pusztulásának megakadályozását. Nyilatkozataiban gyakran kritizálja a nagy széndioxid kibocsátó országokat, mint az Egyesült Államok, India, Ausztrália és Kína felelőtlen gazdaságpolitikájuk miatt.  2018-as sydney-i beszédében így nyilatkozott:
- ,,Ha ezeknek az országoknak a vezetői nem hisznek az éghajlatváltozásban, akkor elmegyógyintézetben a helyük, teljesen hülyék, és ugyanezt mondom bármelyik kormányfőre, aki hasonlóan gondolkozik."[5]

### Polinéz regionalizmus
Tuilapea aktívan dolgozik a minél szorosabb polinéziai politikai, gazdasági és kulturális integráció megvalósításán, kezdeményezésében jött létre a Polinéz Vezetők Csoportja, amely a határokon átnyúló koordinációt igyekszik elősegíteni a térségben az oktatás, a nyelv és a klímaváltozás elleni közös fellépés terén is.

### Kereszténység
2017 júniusában a szamoai parlament elfogadott egy törvényjavaslatot, amely növeli a kereszténység szerepét az ország alkotmányában, beleértve a Szentháromságra való hivatkozást is. A szamoai alkotmány 1. cikkelye kimondja, hogy „Szamoa az Atya, a Fiú és a Szentlélek által alapított keresztény nemzet”. A The Diplomat online híroldal szerint a módosítás a korábbinál sokkal nagyobb lehetőséget ad a keresztény törvények jogi folyamatokban való felhasználására. Az alkotmány korábbi verziója is már keresztény elveken, szamoai szokásokon és hagyományokon alapuló független államként definiálta az országot.

## Kritikák

### Váltás baloldali közlekedésre
A Tuilaepa-kormány 1998-ban határozott arról, hogy az addigi jobboldali közlekedésről átváltanak az Ausztráliában is fennálló baloldali közlekedésre, ezzel is elősegítve Szamoa mélyebb csendes-óceáni integrációját. A döntést nagyon sokan ellenezték és békés tüntetések kezdődtek, amelyeken több mint 15 000-en vettek részt, a szamoai történelem legnagyobb tiltakozó megmozdulásává téve az eseményt. Az ügy hatására alakult meg a jelenlegi legnagyobb szamoai ellenzéki párt, a Tautua Samoa (Szamoai Néppárt).

### Dátumugrás
A Tuilaepa-kormány  2011-ben nyújtotta be törvényjavaslatát, hogy helyezzék át a nemzetközi dátumválasztó vonalat Szamoa nyugati határáról a keleti oldalra azzal a céllal, hogy erősítsék a nemzetközi kapcsolatokat Új-Zélanddal, Ausztráliával és Ázsiával, ne kelljen minden határátkelésnél egy napot ugorni. A döntést az ellenzéki politikusok kritizálták, azzal az indokkal, hogy a dátumátlépés csökkentheti a szigetország turisztikai vonzzerejét. (Az utolsó naplemente a Földön) Ennek ellenére a parlament elfogadta a javaslatot és a változtatás megtörtént.

### Kanyarójárvány
Az országban 2013-ban még a csecsemők 90%-a megkapta a kanyaró-mumpsz-rubeola oltást. 2018 július 6.-án azonban Savai'i szigetén egy, a keleti parton fekvő faluban a nővérek rosszul állították össze a vakcinát, ami két 12 hónapos csecsemő halálát okozta. A helyi oltásellenes csoportok botrányt kiáltottak és a Tuilaepa vezette kormányzat beleegyezett, hogy 10 hónapra a vizsgálat erejéig leállítják a vakcinák beadását, hiába tiltakozott a lépés ellen a WHO. 2019 szeptemberében kanyarójárvány tört ki az országban, amelyben 5,612-en fertőződtek meg (a lakosság több mint 2%-a) és 81-en haltak meg, többségükben kisgyermekek. Sok szamoai a botrány hatására elvesztette bizalmát az egészségügyi rendszerben. Az ellenzéki politikusok Tuilaepa személyes felelősségét látják az ügyben, és lemondásra szólították fel az egészségügyi minisztert, Faimalotoa Kika Stowers-Ah Kaut.

## Merényletkísérletek

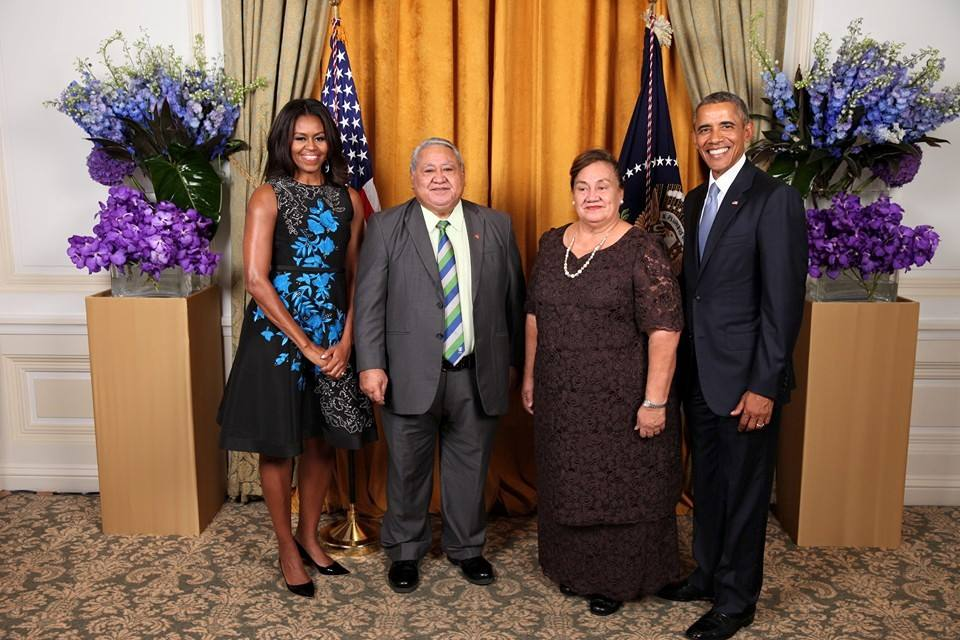
Tuiaepa és felesége az Obama házaspárral

Megosztó politikai tevékenysége miatt három alkalommal is merényletet kíséreltek meg ellene. 1999-ben a nőügyi miniszter, Leafa Vitale megbízta fiát, Eletise Leafa Vitalét, hogy lője le ellenségét és kollégáját, a  munkaügyi miniszter Luagalau Levaula Kamu-t valamint az ekkor még alig egy éve miniszterelnök Tuilaepát. Eletise a merényletet 1999 július 16.-án egy állami ünnepség során hajtotta végre. Egy M16-os karabéllyal hátba lőve halálra sebezte az épp beszédet mondó munkaügyi minisztert, de a miniszterelnököt nem sikerült eltalálnia. A bíróság a támadásban érintett résztvevőket, többek között a Leafa Vitale-vel konspiráló Toi Aukuso Cain kommunikációs minisztert is halálra ítélte, azonban Tuilaepa miniszterelnöki kegyelemben részesítette őket és ítéletüket életfogytiglani börtönbüntetésre változtatta.
2010-ben egy újabb merényletet előzött meg sikeresen a rendőrség, majd 2019-ben újabb gyilkos összeesküvés résztvevőit tartóztatták le a hatóságok. A konspiráció főszervezője, Talalelei Pauga Ausztráliába menekült, kiadatásáról folynak a tárgyalások.

## Fordítás
- Ez a szócikk részben vagy egészben  a   Tuilaepa Aiono Sailele Malielegaoi című angol Wikipédia-szócikk fordításán alapul.  Az eredeti cikk szerkesztőit annak laptörténete sorolja fel. Ez a jelzés csupán a megfogalmazás eredetét és a szerzői jogokat jelzi, nem szolgál a cikkben szereplő információk forrásmegjelöléseként.